# 笠縫村 (岐阜県)
笠縫村（かさぬいむら）は、かつて岐阜県安八郡にあった村である。
現在の大垣市笠縫町、宿地町などに該当する。
かつて鎌倉街道（美濃路）の笠縫宿が設置されていた村であり、十六夜日記では阿仏尼がここで宿泊したと記述されている。

## 歴史
- 1868年（明治元年） - 宿地村を編入する。
- 1889年（明治22年）7月1日 - 町村制により、笠縫村発足。
- 1897年（明治30年）4月1日 - 木戸村、笠木村 、河間村、池尻村、南一色村、興福地村と合併し、北杭瀬村となる。同日笠縫村廃止。